# Стеванович, Горан
Го́ран Стева́нович (серб. Goran Stevanović / Горан Стевановић; род. 27 ноября 1966, Сремска-Митровица, САК Воеводина) — югославский, позднее сербский футболист и футбольный тренер.

## Карьера игрока
Воспитанник школы белградского «Партизана», выступал в его составе с 1983 по 1991 годы. Выиграл с ним трижды чемпионат Югославии и один раз Кубок Югославии. В 1991 году уехал на Пиренейский полуостров: выступал в течение двух сезонов в испанской «Осасуне», позднее играл до 1997 года в различных португальских клубах. Завершил карьеру в Греции. За сборную Югославии провёл единственную игру 16 октября 1985 против Австрии (победа югославов в гостях 3:0).

## Карьера тренера
В 2001 году возглавил «Чукарички», однако вскоре покинул пост тренера и пришёл в «Железник», где проработал два сезона. С 2003 по 2006 годы пребывал в тренерском штабе сборной Сербии и Черногории, работал на чемпионате мира 2006 года. В 2007 году вошёл в состав тренерского штаба столичного «Партизана», а в 2009 году и вовсе возглавил клуб. Руководил командой в Лиге Европы, в апреле 2010 года покинул клуб после серии неудач. С 10 января 2011 по 20 марта 2012 занимал должность главного тренера сборной Ганы по футболу: под его руководством «чёрные звёзды» выступали на Кубке африканских наций 2012 года, где заняли 4-е место, однако Стеванович отказался покидать пост тренера. 20 марта 2012 Стеванович досрочно покинул пост тренера, требуя выплатить неустойку, однако получил отказ и даже стал объектом для шантажа.